# جیرود، سوریه
جیرود (به عربی: جیرود) ، یک منطقهٔ مسکونی در سوریه است که در منطقه القطیفه واقع شده‌است. جیرود ۲۴٬۲۱۹ نفر جمعیت دارد.

## تاریخ
در دوران رومیان ، جیرود به عنوان جرودا شناخته می شد . این شهر در سفرنامه آنتونی ذکر شده است که در زمان سلطنت دیوکلسین نوشته شده است.
در زمان عثمانی ها ، این شهر به عنوان مرکز ناهیره جیرود عمل می کرد و محل استقرار یک پاشا (محمد آلداس جیرودی پاشا) و آقا (سلیم آلداس آقا) بود. در قرن 19 ، این شهر مرفه ، مهمان نواز و "به طور غیرمعمول تمیز"توصیف شد، این شهر بارها مورد حمله قبایل بادیه نشین قرار می گرفت که در حاشیه صحرای سوریه زندگی می کردند. 
در حفاری های انجام شده در محل ، میکرولیت ، تیغه ، تراشنده و دیگر ابزار سنگی به فرهنگ ناتوفیان پیداشد.